# Kadua tryblium
Kadua tryblium ist eine Pflanzenart aus der Gattung Kadua in der Familie der Rötegewächse (Rubiaceae). Sie kommt endemisch auf Hawaii vor.

## Beschreibung

### Vegetative Merkmale
Kadua tryblium wächst als kletternder, wenig verzweigter Strauch, dessen Stängel Längen von bis zu 5 Meter erreichen können. Wo die Stängel den Erdboden berühren können sich Wurzeln bilden. Alle Triebe sind unbehaart.
Die gegenständig an den Zweigen angeordneten Laubblätter sind in einen Blattstiel und eine Blattspreite gegliedert. Der gefurchte Blattstiel ist 1,8 bis 5,5 Zentimeter lang. Die einfache, ledrige Blattspreite ist bei einer Länge von 13 bis 22 Zentimetern sowie einer Breite von 3 bis 7,5 Zentimetern etwas unebenmäßig länglich-elliptisch über elliptisch bis annähernd elliptisch geformt. Die Oberseite der Blattspreite ist grün während die Unterseite blassgrün ist und violette bis bräunlich violette Stellen aufweist. Die Spreitenbasis läuft keilförmig, gelegentlich auch spitz zulaufend zu, die Spreitenspitze ist lang zugespitzt oder manchmal auch spitz zulaufend, der Spreitenrand ist ganzrandig. Von jeder Seite des Blattmittelnerves zweigen mehrere Paare an unbehaarten Seitennerven ab und die Blattadern höherer Ordnung bilden ein undeutliches Muster. Die häutigen Nebenblätter ähneln den Laubblättern, sind mit der Basis des Blattstieles verwachsen und bilden dadurch eine becherartige Blattscheide. Die Blattscheide wird 2,5 bis 4 Zentimeter lang und weist eine 0,7 bis 0,9 Zentimeter lange, fleischige Stachelspitze auf.

### Generative Merkmale
Die dichten, achselständigen zymösen Blütenstände stehen an einem 0,1 bis 1,2 Zentimeter langen Blütenstandsschaft. Die Blütenstände enthalten mehrere gestielte Einzelblüten. Die Blütenstiele werden 0,1 bis 0,2 Zentimeter lang.
Die vierzähligen Blüten sind radiärsymmetrisch und es treten zwei verschiedene Blütenformen auf. Die Blütenform mit kurzen Griffel ist fruchtbar während die langgriffelige Blütenform steril ist. Der kreiselförmige Blütenbecher wird 0,15 bis 0,2 Zentimeter lang. Die Kelchblätter sind miteinander zu einer Kelchröhre verwachsen. Die Kelchlappen sind bei einer Länge von 0,2 bis 0,3 Zentimetern eiförmig geformt und haben leicht ausgefranste Ränder. Die fleischigen, gelblich grünen Kronblätter sind trichterförmig miteinander verwachsen. Die rötlich violett gesprenkelte Kronröhre erreicht eine Länge von 0,65 bis 0,9 Zentimeter und hat einen quadratischen Querschnitt. Die vier breit eiförmigen Kronlappen erreichen Längen von 0,25 bis 0,3 Zentimetern und weisen an der Spitze ein kleines Anhängsel auf. Der kahle Griffel ist zweifach gelappt, wobei die Lappen in kurzgriffeligen Blüten zusammengedrückt und in langgriffeligen Blüten weit auseinanderstehen.
Die beerenartigen Kapselfrüchte sind bei einer Dicke von 0,4 bis 0,5 Zentimeter annähernd kugelig geformt. Jede der Früchte enthält mehrere dunkelbraune Samen. Sie sind unregelmäßig geformt und die Samenschale ist mit kleinen Papillen besetzt.

## Vorkommen
Das natürliche Verbreitungsgebiet von Kadua tryblium liegt auf der zu Hawaii gehörenden Insel Kauaʻi. Es umfasst dort den Mount Kahili, die Umgebung des Flusses Wahiawa sowie die Randgebiete des Kalalau-Tales.

## Taxonomie
Die Erstbeschreibung als Hedyotis tryblium erfolgte 1989 durch Derral Raymon Herbst und Warren L. Wagner in Bishop Museum Occasional Papers. Im Jahr 2005 überführten Warren L. Wagner und David H. Lorence die Art als Kadua tryblium in Systematic Botany in die Gattung Kadua.